# NGC 3993
NGC 3993 est une galaxie spirale vue par la tranche et située dans la constellation du Lion. NGC 3993 a été découverte par l'astronome germano-britannique William Herschel en 1785.

## Caractéristiques
La classe de luminosité de NGC 3993 est II et elle présente une large raie HI.

### Distance
Sa vitesse par rapport au fond diffus cosmologique est de 5 134 ± 22 km/s, ce qui correspond à une distance de Hubble de 75,7 ± 5,3 Mpc (∼247 millions d'al).
À ce jour, quatre mesures non basées sur le décalage vers le rouge (redshift) donnent une distance de 77,350 ± 10,743 Mpc (∼252 millions d'al), ce qui est à l'intérieur des valeurs de la distance de Hubble.

## Groupe de NGC 3997
Selon A.M Garcia, NGC 3993 fait partie du groupe de NGC 3997. Ce groupe compte au moins cinq galaxies : NGC 3989, NGC 3997, IC 746, CGCG 127-109 et MCG 4-28-109.
Notons que la galaxie NGC 3997 est placée dans un autre groupe par Abraham Mahtessian avec les galaxies NGC 3987, NGC 4005, NGC 4015 et NGC 4022.
Certaines des galaxies du groupe de Mahtessian sont dans un autre groupe décrit dans l'article de Garcia, le groupe de NGC 3987. Les galaxies du groupe de NGC 4007 sont à une distance moyenne de 70,7 ± 2,5 Mpc, celles du groupe de NGC 3987 à 70,4 ± 1,1 Mpc et celles du groupe de NGC 3997 à 73,8 ± 3,7 Mpc. Les galaxies des trois groupes décrits par ces deux auteurs sont toutes situées à des distances assez semblables de la Voie lactée, de 68,6 à 78,7 Mpc. Leur appartenance à l'un ou l'autre des groupes peut donc varier et elle dépend des critères de regroupement utilisés par les auteurs.